# Drakaea confluens
Drakaea confluens är en orkidéart som beskrevs av Stephen Donald Hopper och Andrew Phillip Brown. Drakaea confluens ingår i släktet Drakaea och familjen orkidéer. Inga underarter finns listade i Catalogue of Life.